# Italienischer Wasserfrosch
Der Italienische Wasserfrosch (Pelophylax lessonae bergeri, Synonyme: Pelophylax bergeri und Rana bergeri) ist eine Unterart des Kleinen Wasserfroschs. Sie gehört innerhalb der Ordnung der Froschlurche zur Familie der Echten Frösche (Ranidae) und zählt zu den Wasserfröschen, die inzwischen in eine eigene Gattung Pelophylax gestellt wurden. Die Unterart ist auf der Apennin-Halbinsel sowie auf Sizilien und Korsika anzutreffen.

## Merkmale
Der Italienische Wasserfrosch hat eine Körperlänge von etwa 40 bis 80 mm, wobei die Männchen Größen zwischen 40 und 70 und die Weibchen zwischen 50 und 80 mm erreichen. Die Rückenfärbung ist sehr variabel und reicht von gelb bis bräunlich; meist gibt es einen hellgrünen Mittelstreifen. Die schwarzen Flecken auf der Oberseite sind vieleckig und von sehr unterschiedlicher Größe, auf den Hinterbeinen sind dunkle Farbmuster häufig als Querbänder ausgebildet. Mitunter fehlen dunkle Farbmuster auf dem Rücken völlig und sind nur auf den Hinterbeinen vorhanden. Die Bauchseite ist weißlich, gelblich oder hellgrau und dabei oft grau gefleckt. Die Innenseiten der Oberschenkel sind auffällig gelb bis orange gefärbt und braun marmoriert. Die Männchen besitzen paarige, weiße Schallblasen. Die Fersenhöcker sind recht groß, aber flacher und wesentlich kürzer als bei P. lessonae. Auch sind sie nie ganz halbkreisförmig ausgebildet.
Vom Kleinen Wasserfrosch, dem er insgesamt stark ähnelt, unterscheidet er sich durch den Paarungsruf und durch längere Hinterbeine. Schwierig ist eine Trennung vom sympatrisch und oft syntop vorkommenden Italienischen Hybridfrosch (P. "hispanicus"), der molekularbiologisch sicher zu unterscheiden ist.

## Verbreitung und Lebensraum
Das Verbreitungsgebiet des Italienischen Wasserfroschs umfasst den größten Teil des italienischen Stiefels südlich der Po-Ebene bei Genua und Rimini sowie Elba und Sizilien. Zudem ist er auf Korsika verbreitet, wo er möglicherweise eingeschleppt wurde. Als Lebensraum bevorzugt der Italienische Wasserfrosch vegetationsreiche Still- und Fließgewässer im offenen Flachland und im Mittelgebirge bis in Höhen von maximal 1200 m (auf Sizilien).

## Verhalten und Rufe
Die Beobachtungen über das Verhalten der Frösche und die Registrierung der Paarungsarufe erfolgte an drei Standorten in Festland Italien: an Wassergräben bei Lesina, Provinz Foggia, Region Puglia (N41°51'40.33", E15°21'44.67", 61 m üNN), bei Palude di Colfiorito, Provinz Perugia, Region Umbria (N43°01'41.57", E12°52'39.08", 805 m üNN), und am Chiascio Fluss in Bastia Umbra, Provinz Perugia, Region Umbria (N43°04'15.65", E12°32'28.98", 193 m üNN). Bei den Tonbandaufnahmen der Paarungsrufe der Frösche an den drei Standorten betrugen die Wassertemperaturen 17,2 bis 26,0 °Celsius. Da mehrere Rufmerkmale mit der Wassertemperatur korreliert sind, ist die Kenntnis des Einflusses der Temperatur auf die Rufe wichtig, um exakte Aussagen über die Struktur der Paarungsrufe machen zu können.
An den drei Standorten befanden sich die Italienischen Wasserfrösche während der Beobachtungen in der Vorlaichzeit. Die Mehrzahl der Männchen hatte Plätze zwischen Algenmatten oder anderen Pflanzen gewählt, manche saßen am Uferrand außerhalb des Wassers und sonnten sich. Das Rufen begann etwa Mitte des Vormittags, steigerte sich und war immer wieder unterbrochen von allgemeinen Pausen. Am frühen Nachmittag ging die Rufaktivität zurück. Nur vereinzelt gaben Männchen einige kurze Rufserien ab. Am späten Nachmittag nahm die Rufaktivität wieder zu und dauerte bis in die Abendstunden fort.
Die rufenden Männchen behielten die gewählten Rufplätze weitgehend bei und wahrten dabei Mindestabstände zu benachbarten Männchen von zirka 50 Zentimeter. Wegen der geringen Bewegungsaktivität kam es verhältnismäßig selten zu Interaktionen zwischen den Männchen, Revierrufe traten daher selten auf.

### Paarungsruf

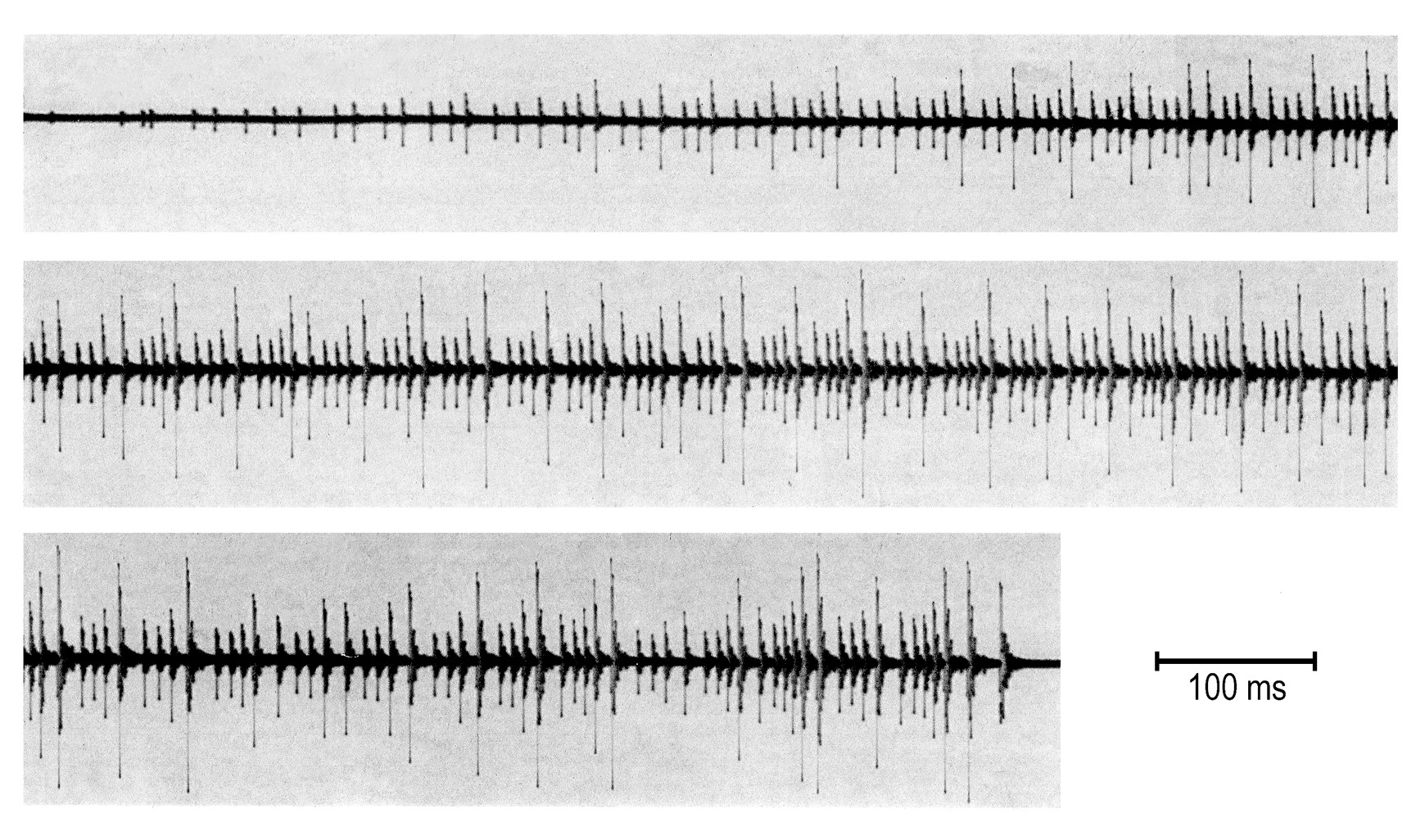
Schallbild (Oszillogramm) eines Paarungsrufs von Pelophylax bergeri, auf Tonband aufgenommen bei Lesina (Foggia) bei 17,9 °Celsius Wassertemperatur.

Die Männchen geben ihre Paarungsrufe fast immer in Serien ab. Häufig sind solche mit 15 bis 30 Rufen. Bei beginnender Rufaktivität am Morgen sind die Rufserien meist kurz, am Abend bei hoher Rufaktivität dagegen lang. Bei 20 °Celsius, einer Temperatur, die im Verlauf der Fortpflanzungsperiode häufig auftritt, haben die Rufe eine Dauer von 1553 Millisekunden, die Intervalle zwischen den Rufen und die Rufperiode messen 1665 Millisekunden beziehungsweise 3196 Millisekunden. Rufdauer, Rufintervall und Rufperiode sind mit der Wassertemperatur negativ korreliert. Bei steigender Temperatur verkürzen sich diese Rufmerkmale gemäß linearen Gleichungen. Die für 20 °Celsius angegebenen Werte wurden aus den Regressionsgleichungen errechnet. Ein weiteres kennzeichnendes Rufmerkmal ist die Anzahl der Impulsgruppen pro Sekunde. Sie nimmt mit steigender Temperatur zu und gehorcht ebenfalls einer linearen Regression. Gemäß der Gleichung beträgt sie bei 20 °Celsius 30,64 Hertz.
Die Paarungsrufe bestehen wie bei den meisten anderen Pelophylax-Arten aus Impulsgruppen. Die mittlere Anzahl beläuft sich auf 50,2 Impulsgruppen pro Ruf. Die Impulsgruppen sind nicht durch Intervalle voneinander abgesetzt, trotzdem sind sie beim Hören gut wahrzunehmen, da sich die Lautstärke der Impulse, die die Gruppen aufbauen, rhythmisch ändert. Die Paarungsrufe klingen daher schnarrend. Auf den Schallbildern (Oszillogramme) sind die Impulsgruppen aufgrund der sich rhythmisch ändernden Amplitude klar zu erkennen. Die Impulsgruppen selbst sind aus durchschnittlich 3,9 Impulsen aufgebaut.

## Systematik
Biochemische Untersuchungen zeigten, dass auf der Halbinsel Italien südlich der Poebene zwei bislang unbekannte Wasserfroschformen vorkommen. Eine wurde Southern Italian non-hybrid genannt und hat Ähnlichkeit mit Pelophylax lessonae, die andere erwies sich als Hybride und wurde deshalb als Southern Italian hybrid bezeichnet. Sie ist eine Hybride aus Southern Italian non-hybrid und Pelophylax ridibundus. Paolucci et altera untersuchten morphologische und biochemische Merkmale bei Wasserfröschen von sechs Standorten, davon fünf auf der Halbinsel Italien und einem auf Sizilien. An den Standorten auf der Halbinsel Italien kamen nur Frösche mit den Merkmalen des Southern Italian non-hybrid vor, während an der Lokalität auf Sizilien beide Formen vorkamen, Southern Italian non-hybrid und Southern Italian hybrid.
1986 bezeichnet Günther den Italienischen Wasserfrosch als mögliche Unterart des Kleinen Wasserfrosches, Rana lessonae bergeri. Die weitere Feststellung, dass Rufe und Rufverhalten wie beim Kleinen Wasserfrosch sind, trifft für den Paarungsruf nicht zu. Der mathematische Vergleich der Paarungsrufe von drei Standorten auf der Halbinsel Italien mit denen einer topotypischen Population von Pelophylax lessonae bei Casanova, Provinz Turin, zeigte große Unterschiede auf, die zu dem Schluss führten, dass dem Italienischen Wasserfrosch der Status einer Art zukommt, Pelophylax bergeri. Pelophylax bergeri ist als Art gelistet. Sie ist nach dem Herpetologen Leszek Berger aus Poznań, Polen, benannt. Eine formale Beschreibung von Pelophylax bergeri, wie auch die Festlegung eines Holotypus und einer Typuslokalität stehen noch aus.
In den mathematischen Vergleich der Paarungsrufe der Wasserfrösche auf der Halbinsel Italien mit den Paarungsrufen des Kleinen Wasserfrosches bei Casanova, Provinz Turin, wurden auch die Paarungsrufe der Kleinen Wasserfrösche einbezogen, die im Kottenforst bei Bonn, Nordrhein-Westfalen, bei Virpazar am Nordende des Skutarisees, Montenegro, und an drei Standorten in Albanien vorkommen, bei Shkodër am Südende des Skutaris Sees, bei Durrës und Poshnië. Im Gegensatz zu den Befunden bei den Wasserfröschen auf der Halbinsel Italien erwiesen sich die Paarungsrufe der Frösche dieser Standorte sowohl untereinander als auch mit denen der Frösche der topotypischen Population bei Casanova als übereinstimmend. Auch die Paarungsrufe der Wasserfrösche, die an der Typuslokalität der biochemisch begründeten Pelophylax shqiperica am Nordende des Skutarisees, Montenegro, vorkommen, unterscheiden sich nur geringfügig von denen der topotypischen Pelophylax lessonae und entsprechen intraspezifischer Variabilität. Da die Paarungsrufe angeborene artspezifische Merkmale sind und ihnen somit eine große Aussagekraft zukommt, ist es berechtigt, die Wasserfrösche aller dieser Standorte Pelophylax lessonae zuzuordnen. Die in Albanien gewonnenen bioakustischen Befunde bestätigen zugleich die Ergebnisse von Haxhiu, der durch morphologische Untersuchungen feststellte, dass in Albanien Pelophylax lessonae heimisch ist.
In einem großen Teil Italiens ist die Art mit dem Italienischen Hybridfrosch (Pelophylax "hispanicus") vergesellschaftet, einer hybridogenetischen Hybride aus dem Italienischen Wasserfrosch und dem in Italien nicht vorkommenden Seefrosch (P. ridibundus).
Für die Frage, wie es zu einer Hybridisierung der beiden heute völlig allopatrisch verbreiteten Wasserfroscharten kommen konnte, gibt es zwei Thesen. Entweder kam Pelophylax bergeri vor der letzten Eiszeit weiter nördlich vor, so dass die Kreuzung zwischen ihm und dem Seefrosch außerhalb des heutigen Italiens stattgefunden hätte. Die Hybride P. "hispanicus" wäre dann nach Italien eingewandert. Eine andere Erklärung besagt, dass das Seefrosch-Genom des Italienischen Hybridfrosches nicht direkt von Seefröschen, sondern von einer anderen hybridogenetischen Hybride der Wasserfrösche, dem Teichfrosch (P. "esculentus") stammen könnte. Dieser hätte also als stellvertretender Transmitter des ridibundus-Genoms fungiert, ohne dass sich Pelophylax bergeri und P. ridibundus je direkt begegnet wären.

## Gefährdung
Der Italienische Wasserfrosch wird in der Roten Liste gefährdeter Arten der IUCN als nicht gefährdet („Least Concern“) eingestuft, weil er über ein relativ großes Verbreitungsgebiet verfügt, eine größere Anpassungsfähigkeit gegenüber Lebensraumveränderungen sowie eine verhältnismäßig große Gesamtpopulation angenommen wird. Die Hauptgefährdung für diese Art geht von der Trockenlegung geeigneter Habitate aus.

## Zitierte Belege
1. 1 2  Darrel R. Frost: Pelophylax lessonae (Camerano, 1882). Amphibian Species of the World: an Online Reference. Version 6.2. American Museum of Natural History, 1999–2024, abgerufen am 23. April 2024
2. 1 2 3 4  Ulrich Sinsch, Hans Schneider: Bioacoustic assessment of the taxonomic status of pool frog populations (Rana lessonae) with reference to a topotypical population. In: Journal of Zoological Systematics and Evolutionary Research. Band 34, 1996, S. 63–73.
3. ↑  Thomas Uzzell, Leszek Berger: Electrophoretic phenotypes of Rana ridibunda, Rana lessonae and their hybridogenetic associate Rana-esculenta. In: Proceedings of the Academy of natural Science. Philadelphia. Band 127, 1975, S. 13–24.
4. ↑  Thomas Uzzell, Hansjörg Hotz: Electrophoretic and morphological evídence for two forms of green frogs (Rana esculenta complex) in peninsular Italy (Amphibia, Salientia). In: Mitteilungen aus dem Zoologischen Museum Berlin. Band 55, 1979, S. 13–27.
5. ↑  Hansjörg Hotz, G. Mancino, S. Bucci-Innocenti. M Ragghianti, L. Berger, T. Uzzell: Rana ridibunda varies geographically in inducing clonal gametogenesisis in interspecies hybrids. In: Journal of experimental Zoology. Band 236, 1985, S. 199–210.
6. ↑  I. D. Graf, F. Karch, M. C. Moreillon: Biochemical variation in the Rana esculenta complex: A new hybrid form related to Rana perezi und Rana ridibunda. In: ’’Experientia.’’ Band 33, 1977, S. 1582–1584.
7. ↑  Marina Paolucci, Matilde Borriello, Virgilio Botte, Massimo Zerani, Alberta Polzonetti Magni: Taxonomic investigations on six populations of the water frog, Rana esculenta complex from peninsular Italy and Sicily. In: Italian Journal of Zoology. Band 54, 1987, S. 341–346.
8. ↑  Wolf-Eberhard Engelmann: Lurche und Kriechtiere Europas. Neumann Verlag, Leipzig Radebeul, 1985, 420 S.
9. ↑  Hans Schneider (1996): Paarungsrufe und Rufverhalten bei Tümpel- und Teichfröschen im Naturpark Kottenforst. In: Decheniana (Bonn), Band 149, 1996, S. 124–138.
10. ↑   Hans Schneider, Gerhard Joermann (1988): Mating calls of water frogs (Ranidae) of Lake Skutari, Yugoslavia, and relationship to water frogs in Greece. In: Zeitschrift für zoologische Systematik und Evolutionsforschung. Band 26, 1988, S. 261–275.
11. ↑  Hans Schneider, Idriz Haxhiu (1993): Mating-call analysis and taxonomy of water frogs (Ranidae, Anura) in Albania. In: Zoologische Jahrbücher, Systematik. Band 121, 1993, S. 248–262.
12. ↑  Idriz Haxhiu: Studim për bretkosat e gjelbra të vendit tonë. 1. Të dhëna morfologjike të krahasuara ndërmjet Rana lessonae Cam., R. ridibunda Pall. dhe R. esculenta L. In: Buletin i Shkencave të Natyrës. Band 3, 1986, S. 47–55.
13. ↑  Jörg Plötner: Die westpaläarktischen Wasserfrösche – von Märtyrern der Wissenschaft zur biologischen Sensation. Beiheft der Zeitschrift f. Feldherpetologie 9, Bielefeld 2005, Seite 108. ISBN 3-933066-26-3
14. ↑  Pelophylax bergeri in der Roten Liste gefährdeter Arten der IUCN 2009. Eingestellt von: Andreone, F. et al., 2008.